# Limnohabitans radicicola
Limnohabitans radicicola es una bacteria gramnegativa del género Limnohabitans. Fue descrita en el año 2021. Su etimología hace referencia a habitante de raíces. Es aerobia y móvil por flagelo polar. Tiene un tamaño de 0,5-0,9 μm de ancho por 1,9-2,9 μm de largo. Forma colonias no pigmentadas, circulares y translucidas en agar R2A. Catalasa positiva y oxidasa negativa. Temperatura de crecimiento entre 10-37 °C, óptima de 30 °C. Se ha aislado de las raíces de plantas de arroz en Corea del Sur. 